# Gare de Ruisbroek-Sauvegarde
Ne doit pas être confondu avec Gare de Ruisbroek.
La gare de Ruisbroek-Sauvegarde est une gare ferroviaire belge de la ligne 52, de Termonde à Anvers-Sud, située entre Ruisbroek et Sauvegarde, dans la commune de Puers-Saint-Amand située en Région flamande dans la province d'Anvers.
Mise en service en 1885 par les Chemins de fer de l'État belge, c’est une halte ferroviaire de la Société nationale des chemins de fer belges (SNCB), desservie par des trains Suburbains (S32).

## Histoire
La « halte de Sauvegarde » est mise en service le 3 novembre 1885 par l’Administration des chemins de fer de l’État belge sur la section de Boom à Puers, en service depuis le 8 août 1881.
En 1889, c’est une halte voyageurs ouverte au service des grosses marchandises, le bétail et les chevaux mais dépourvue de pont à peser.
Le bâtiment des recettes construit par l’État belge, appartenait à la famille des haltes de plan type 1893. Toutefois, l'aile latérale serait plus ancienne et appartiendrait à la famille des bâtiments de halte en vigueur avant 1893.
Doté d'un petit corps de logis de 4 travées sous toiture à deux pans et d'une aile de service en "L", comme tous les bâtiments type 1893, il avait une aile de 5 travées (espacées irrégulièrement) positionnée à droite et coiffée d'une toiture à croupes. Ce bâtiment a depuis été démoli[Quand ?], sans être remplacé.
En 1980, la SNCB ferme la section de ligne de Boom à Puurs où se trouve la gare de Sauvegarde et l’embranchement de Willebroek ainsi le prolongement de la ligne 52 vers Termonde. Seule subsistait la section Anvers-Boom, électrifiée en 1980.
Les deux ponts mobiles sur le Rupel et le canal maritime de Bruxelles à l'Escaut ne voient plus passer le moindre train. Le démontage de ces ponts, obstacle à la navigation, est même envisagé.[réf. nécessaire]
Toutefois, la gare, desservie par des bus de remplacement[réf. nécessaire], change de nom en 1993 et devient Ruisbroek-Sauvegarde.
En 1988, la SNCB améliore le service entre Boom et Anvers-Sud et, en 1998, la ligne vers Puurs est remise en service et électrifiée, tout comme l'embranchement vers Willebroek, et les deux ponts mobiles. Il fallut attendre octobre 2000 pour que rouvre la gare de Ruisbroek-Sauvegarde.
À partir du premier trimestre de l’année 2018, la desserte de la gare, qui n'était que d'un train L par heure renforcé par quelques trains P, passe à deux trains L par heure et à partir du second trimestre de 2018, les trains L sont rebaptisés (S32).

## Service des voyageurs

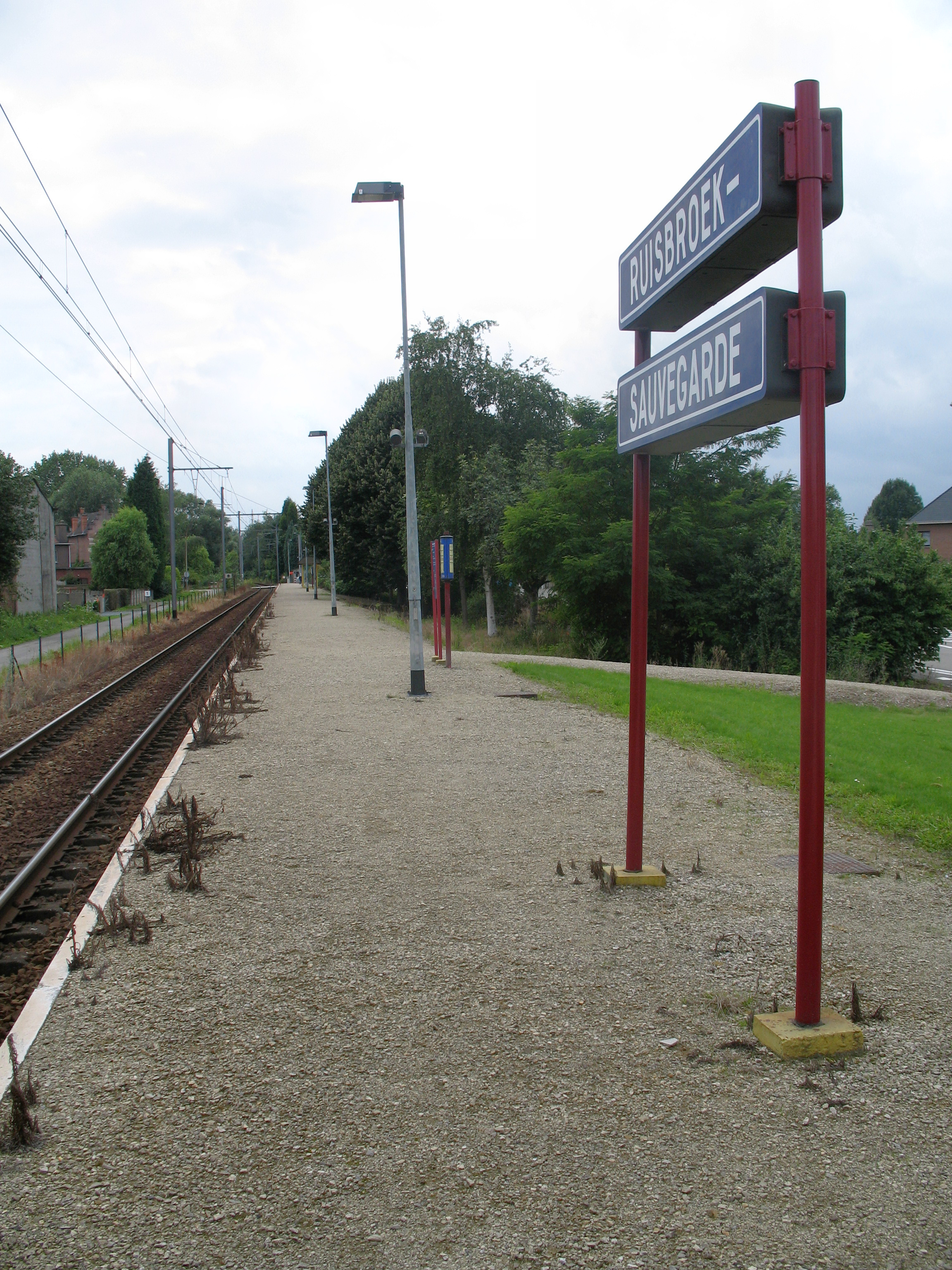
Quai de la halte.

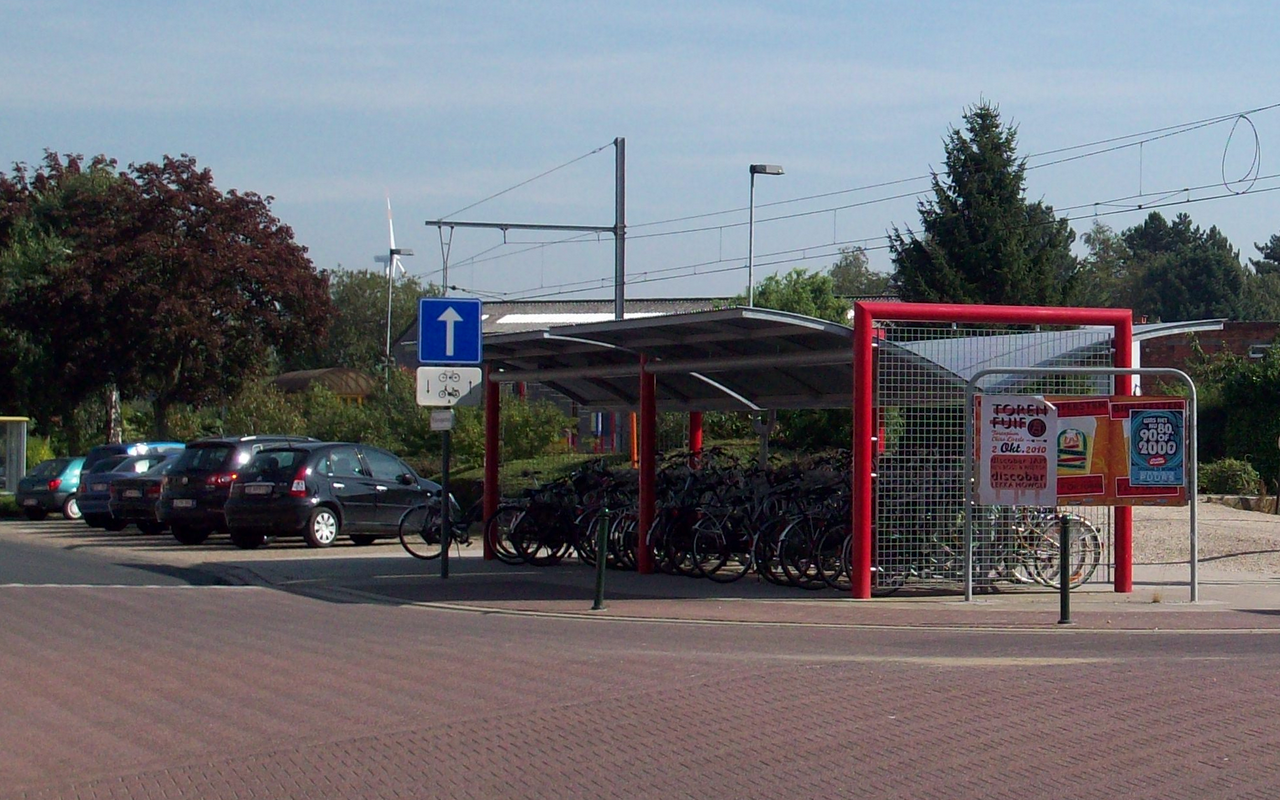
Abri à vélos et parking.

### Accueil des voyageurs
Halte SNCB, c'est un point d'arrêt non géré (PANG) à accès libre. Un distributeur automatique assure la vente des billets.
La ligne, à une seule voie, est bordée par un seul quai.

### Desserte
Ruisbroek-Sauvegarde est desservie par des trains Suburbains (S32) circulant sur la ligne commerciale 52 (voir brochure SNCB).
En semaine, la desserte est de deux trains par heure :
- des trains S32 de Puurs à Essen, via Anvers-Central ;
- des trains S32, identiques aux précédents, prolongés entre Essen et Roosendael aux Pays-Bas.

Les week-ends et jours fériés, seuls circulent des trains S32 de Puurs à Roosendael, toutes les heures.

### Intermodalité
Un abri à vélos et un parking se trouvent à proximité de l'unique quai.

## Comptage voyageurs
Ce graphique et tableau montre le nombre de voyageurs embarquant en moyenne durant la semaine, le samedi et le dimanche.
| Nombre de passagers qui embarquent à la gare de Ruisbroek-Sauvegarde | Nombre de passagers qui embarquent à la gare de Ruisbroek-Sauvegarde | Nombre de passagers qui embarquent à la gare de Ruisbroek-Sauvegarde | Nombre de passagers qui embarquent à la gare de Ruisbroek-Sauvegarde |
|                                                                      | Semaine                                                              | Samedi                                                               | Dimanche                                                             |
| -------------------------------------------------------------------- | -------------------------------------------------------------------- | -------------------------------------------------------------------- | -------------------------------------------------------------------- |
| 1977                                                                 | 126                                                                  | -                                                                    | -                                                                    |
| 1978                                                                 | 123                                                                  | -                                                                    | -                                                                    |
| 1979                                                                 | 131                                                                  | -                                                                    | -                                                                    |
| 1980                                                                 | -                                                                    | -                                                                    | -                                                                    |
| 1981                                                                 | -                                                                    | -                                                                    | -                                                                    |
| 1982                                                                 | -                                                                    | -                                                                    | -                                                                    |
| 1983                                                                 | -                                                                    | -                                                                    | -                                                                    |
| 1984                                                                 | -                                                                    | -                                                                    | -                                                                    |
| 1985                                                                 | -                                                                    | -                                                                    | -                                                                    |
| 1986                                                                 | -                                                                    | -                                                                    | -                                                                    |
| 1987                                                                 | -                                                                    | -                                                                    | -                                                                    |
| 1988                                                                 | -                                                                    | -                                                                    | -                                                                    |
| 1989                                                                 | -                                                                    | -                                                                    | -                                                                    |
| 1990                                                                 | -                                                                    | -                                                                    | -                                                                    |
| 1991                                                                 | -                                                                    | -                                                                    | -                                                                    |
| 1992                                                                 | -                                                                    | -                                                                    | -                                                                    |
| 1993                                                                 | -                                                                    | -                                                                    | -                                                                    |
| 1994                                                                 | -                                                                    | -                                                                    | -                                                                    |
| 1995                                                                 | -                                                                    | -                                                                    | -                                                                    |
| 1996                                                                 | -                                                                    | -                                                                    | -                                                                    |
| 1997                                                                 | -                                                                    | -                                                                    | -                                                                    |
| 1998                                                                 | -                                                                    | -                                                                    | -                                                                    |
| 1999                                                                 | -                                                                    | -                                                                    | -                                                                    |
| 2000                                                                 | 88                                                                   | -                                                                    | -                                                                    |
| 2001                                                                 | 98                                                                   | -                                                                    | -                                                                    |
| 2002                                                                 | 102                                                                  | -                                                                    | -                                                                    |
| 2003                                                                 | 121                                                                  | -                                                                    | -                                                                    |
| 2004                                                                 | 113                                                                  | -                                                                    | -                                                                    |
| 2005                                                                 | 113                                                                  | -                                                                    | -                                                                    |
| 2006                                                                 | 132                                                                  | -                                                                    | -                                                                    |
| 2007                                                                 | 113                                                                  | -                                                                    | -                                                                    |
| 2008                                                                 | -                                                                    | -                                                                    | -                                                                    |
| 2009                                                                 | 123                                                                  | -                                                                    | -                                                                    |
| 2010                                                                 | -                                                                    | -                                                                    | -                                                                    |
| 2011                                                                 | -                                                                    | -                                                                    | -                                                                    |
| 2012                                                                 | 172                                                                  | -                                                                    | -                                                                    |
| 2013                                                                 | 144                                                                  | -                                                                    | -                                                                    |
| 2014                                                                 | 159                                                                  | -                                                                    | -                                                                    |
| 2015                                                                 | 168                                                                  | -                                                                    | -                                                                    |
| 2016                                                                 | 147                                                                  | -                                                                    | -                                                                    |
| 2017                                                                 | 168                                                                  | -                                                                    | -                                                                    |
| 2018                                                                 | 187                                                                  | 56                                                                   | 62                                                                   |
| 2019                                                                 | 222                                                                  | 33                                                                   | 23                                                                   |
| 2020                                                                 | 121                                                                  | 49                                                                   | 38                                                                   |
| 2021                                                                 | -                                                                    | -                                                                    | -                                                                    |
| 2022                                                                 | 219                                                                  | 80                                                                   | 82                                                                   |
| 2023                                                                 | 280                                                                  | 90                                                                   | 70                                                                   |
| 2024                                                                 | 277                                                                  | 113                                                                  | 95                                                                   |